# Dig These Blues
| Recensione | Giudizio |
| ---------- | -------- |
| AllMusic   | [ 1 ]    |

Dig These Blues è un album in studio del sassofonista statunitense Hank Crawford, pubblicato nel 1965 dall'etichetta discografica Atlantic Records.

## Descrizione
Le registrazioni dell'album sono state effettuate il 13 aprile e 10 dicembre 1964 e l'11 febbraio 1965 a New York.

## Tracce
1. Dig These Blues – 4:33 (Hank Crawford) – Registrato il 10 dicembre 1964
2. Don't Get Around Much Anymore – 4:59 (Bob Russell, Duke Ellington) – Registrato l'11 febbraio 1965
3. The Crazy Saloon – 3:00 (Hank Crawford) – Registrato il 10 dicembre 1964
4. H.C. Blues – 2:50 (Hank Crawford) – Registrato il 13 aprile 1964
5. These Tears – 2:35 (Hank Crawford) – Registrato il 10 dicembre 1964
6. Hollywood Blues – 3:21 (Hank Crawford) – Registrato il 13 aprile 1964
7. Baby Won't You Please Come Home – 5:46 (Charles Warfield, Clarence Williams) – Registrato l'11 febbraio 1965
8. New Blues – 4:25 (Phineas Newborn Jr.) – Registrato il 13 aprile 1964
9. Bluff City Blues – 3:51 (Hank Crawford) – Registrato l'11 febbraio 1965

Durata totale: 35:20

## Crediti

### Musicisti
- Hank Crawford - sassofono alto (nei brani Dig These Blues, The Crazy Saloon, These Tears, Don't Get Around Much Anymore, Baby Won't You Please Come Home, Bluff City Blues, H.C. Blues, Hollywood Blues, New Blues). pianoforte (nei brani The Crazy Saloon, Bluff City Blues)
- Wendell Harrison - sassofono tenore (nei brani Dig These Blues, The Crazy Saloon, These Tears)
- Leroy Cooper - sassofono baritono (nei brani Dig These Blues, The Crazy Saloon, These Tears)
- Phil Guilbeau - tromba (nei brani Dig These Blues, The Crazy Saloon, These Tears)
- Oliver Beener - tromba (nei brani Dig These Blues, The Crazy Saloon, These Tears)
- Ali Mohammed - contrabbasso (nei brani Dig These Blues, The Crazy Saloon, These Tears)
- Bruno Carr - batteria (nei brani Dig These Blues, The Crazy Saloon, These Tears)
- Abdul Baari - sassofono tenore (nei brani Don't Get Around Much Anymore, Baby Won't You Please Come Home, Bluff City Blues)
- Howard Johnson - sassofono baritono (nei brani Don't Get Around Much Anymore, Baby Won't You Please Come Home, Bluff City Blues)
- Marcus Belgrave - tromba (nei brani Don't Get Around Much Anymore, Baby Won't You Please Come Home, Bluff City Blues)
- Jimmy Owens - tromba (nei brani Don't Get Around Much Anymore, Baby Won't You Please Come Home, Bluff City Blues)
- Charlie Green - contrabbasso (nei brani Don't Get Around Much Anymore, Baby Won't You Please Come Home, Bluff City Blues)
- Milt Turner - batteria (nei brani Don't Get Around Much Anymore, Baby Won't You Please Come Home, Bluff City Blues)
- Wilbur Brown - sassofono tenore (nei brani H.C. Blues, Hollywood Blues, New Blues)
- Leroy Cooper - sassofono baritono (nei brani H.C. Blues, Hollywood Blues, New Blues)
- John Hunt - tromba (nei brani H.C. Blues, Hollywood Blues, New Blues)
- Julius Brooks - tromba (nei brani H.C. Blues, Hollywood Blues, New Blues)
- Edgar Willis - contrabbasso (nei brani H.C. Blues, Hollywood Blues, New Blues)
- Bruno Carr - batteria (nei brani H.C. Blues, Hollywood Blues, New Blues)

### Personale tecnico
- Nesuhi Ertegun - produttore, supervisore
- Arif Mardin - produttore, supervisore
- Tom Dowd -  ingegnere delle registrazioni
- Phil Iehle - ingegnere delle registrazioni
- Marvin Israel - design copertina album originale
- Nat Hentoff - note retrocopertina album originale[2]